# 2023-as észtországi parlamenti választás
A 2023-as észtországi parlamenti választás (észtül: 2023. aasta Riigikogu valimised) rendes választási eljárás volt 2023. március 5-én, ahol megválasztották Észtország törvényhozó testületének, a Riigikogunak a 101 tagját. A szavazás az észt külképviseleteken február 18−23. között zajlott le, míg a választópolgárok Észtországban a február 28. és március 4. közötti előválasztási időszakban is szavazhattak hagyományos és elektronikus úton. Március 4-ig a választási részvétel meghaladta a 38%-ot. 2023 januárjáig kilenc politikai párt és 10 egyéni jelölt (összesen 968 fő) regisztráltatta magát.
A választáson a 966 129 választásra jogosult észt állampolgárból 613 812 fő szavazott, a részvételi arány 63,53%-os volt. Az összes leadott szavazatból érvénytelen volt 3494 (0,57%), érvényes volt 610 318 szavazat (99,43%).
A választást a szavazatok 31,2%-ának megszerzésével a Kaja Kallas vezette Észt Reformpárt nyerte. Második helyen az Észt Konzervatív Néppárt, harmadik helyen az Észt Centrumpárt végzett. A választáson még további három párt szerzett mandátumot.

## Választási rendszer
A parlamenti választásom minden olyan észt állampolgár részt vehetett, akit betöltötte a 18. életévét és szerepelt a választói névjegyzékben. A választói névjegyzékben minden olyan észt állampolgár szerepel, aki rendelkezik észtországi lakcímmel. Küélföldön élő észt állampolgár esetén az utolsó bejelentett észtországi lakcímet vették figyelembe. A választáson nem vehettek részt azok a választópolgárok, akiket választóképtelennek nyilvánítottak, vagy bíróság bűncselekmény miatt elítélt, illetve börtönbüntetését tölti. nem nyilvánítottak választóképtelennek, illetve nem ítéltek el bűncselekmény miatt bíróság által, és nem töltöttek börtönbüntetést.
Az észt diplomáciai és konzuli képviseleteken február 18. és február 23. között zajlott a szavazás. A külföldön levélszavazással történő szavazáshoz a választópolgárnak legkésőbb 2023. február 3-ig kellett írásbeli kérelmet benyújtania a külképviselethez. Észtországban február 27-től március 4-ig tartott az előzetes szavazás. Ebben az időszakban a lakóhely szerinti szavazókörön kívüli szavazóhelyiségekben és elektronikus úton is lehetett szavazni. A szavazás napja március 5. volt, amikor a lakóhely szerinti előkészített választókerületben lehetett szavazni. A korábbi országgyűlési választásoktól eltérően 2023-ban a választókerületen belül bármelyik szavazókörben lehetett szavazni, és azok, akik az előválasztás során elektronikusan szavaztak, a szavazókörökben papírszavazással is szavazhattak – ebben az esetben a korábbi elektronikus szavazatukat törölték. Azok, akik nem tudtak eljutni egy szavazóhelyiségbe, és nem tudtak elektronikusan szavazni, március 3-5 között igényelhettek otthonukba mozgóurnát.
A 2023-as parlamenti választáson összesen 966 035 észt állampolgár rendelkezett szavazati joggal.
A parlamenti választáson jelöltként indulhat minden olyan észt állampolgár, aki a jelöltek nyilvántartásba vételének határidejéig, 2024. január 24-ig betöltötte a 21. életévét. Nem jelölhetők az olyan személyek, akik aktív katonai szolgálatukat töltik, vagy akiket bíróság bűncselekmény miatt elítélt és börtönbüntetésüket töltik. A politikai pártok, társadalmi szervezetek és egyesületek közül azok indíthatnak a választáson, amelyeket 2022. december 5-ig bejegyeztek. A megadott határidőig kilenc szervezet (politikai párt, összesen 258 jelölttel), valamint 10 egyéni jelölt regisztráltatta magát.
1995-től a választást megelőző héten az előzetes szavazás során lehetőség volt a választás napja előtt is leadni a szavazatot. Ennek során hagyományos, papír alapú szavazásra és elektronikus szavazásra is lehetőség van. Az előzetes szavazás intézménye népszerű Észtországban, a 2014-es parlamenti választáson a leadott szavazatok 51,2%-át, a 2019-es választáson a szavazatok 60%-át adták le a választási nap előtt. (2011-től az előzetes szavazatok többsége már elektronikus úton keletkezett.)

### Választókerületek
- 1. választókerület (Tallinn Haabersti, Põhja-Tallinn ja Kristiine kerületei) – 10 mandátum

- 2. választókerület (Tallinn Kesklinn, Lasnamäe és Pitita kerületei) – 13 mandátum
- 3. választókerület Tallinna Mustamäeés Nõmme kerületei) – 8 mandátum
- 4. választókerület (Harju és Rapla megye) – 16 mandátum
- 5. választókerület (Hiiu, Lääne megye és Saaremaa) – 6 mandátum
- 6. választókerület (Lääne-Viru megye) – 5 mandátum
- 7. választókerület (Ida-Viru megye) – 6 mandátum
- 8. választókerület (Järva és Viljandi megye) – 7 mandátum
- 9.választókerület (Jõgeva éd Tartu megye) – 7 mandátum
- 10. választókerület (Tartu város) – 8 mandátum
- 11. választókerület (Võru, Valga és Põlva megye) – 8 mandátum
- 12. választókerület (Pärnu megye – 7 mandátum

## Közvélemény-kutatási adatok
A választáson induló pártok támogatottságának alakulása az egyes közvéleménykutatók adatainak lokális regresszióval történt összesítése alapján, a 2019 márciusától a választás napjáig terjedő időszakban:

## A szavazás lefolyása
2023. február 28. és március 4. között a választópolgároknak lehetőségük volt előszavazáson részt venni, beleértve az elektronikus szavazat eladását is. Már az előszavazás első napján, február 28-án este 6 óráig a szavazásra jogosultak 13%-a adta le szavazatát (összesen 126 860 fő, közülük 30 421-es hagyományos szavazatot, 95 439-en elektronikus szavazatot adtak le). Az előzetes választási időszak végéig, 2023. március 4. 20:00-ig a szavazásra jogosultak 43,7%-ka, 456 860 fő adta le szavazatát (ebből 313 514 elektronikus, 143 346 szavazókörben leadott volt). Az előzetes szavazási hajlandóság Hiiu megyében (57,7%), Tartuban (57,5%) és Tallinnban (54,3%) volt a legmagasabb.
A szavazóhelyiségek a választás napján 9:00-20:00 között tartanak nyitva.
A szavazóhelyiségek bezárásáig a 966 129 választásra jogosult észt állampolgárból 615 009 fő adta le a szavazatát, így a választási részvétel 63,7%-kos volt.

## Választási eredmény

A mandátumok területi megoszlása Észtország 12 többmandátumos választókerülete között

|                             |                                            |              |       |       |          |     |  |  |  |  |  |  |  |  |
| Párt                        | Párt                                       | Szavazatszám | %     | +/-   | Mandátum | +/- |  |  |  |  |  |  |  |  |
|                             | Reformpárt (ERE)                           | 190 659      | 31,24 | +2,3  | 37       | +3  |  |  |  |  |  |  |  |  |
|                             | Észt Konzervatív Néppárt (EKRE)            | 97 959       | 16,05 | -1,7  | 17       | -2  |  |  |  |  |  |  |  |  |
|                             | Észt Centrumpárt (KESK)                    | 93 243       | 15,28 | -7,8  | 16       | -10 |  |  |  |  |  |  |  |  |
|                             | Észtország 200 (E200)                      | 81 347       | 13,33 | +8,9  | 14       | +14 |  |  |  |  |  |  |  |  |
|                             | Szociáldemokrata Párt (SDE)                | 56 578       | 9,27  | 10,5  | 9        | -1  |  |  |  |  |  |  |  |  |
|                             | Haza (IE)                                  | 50 114       | 8,21  | -3,2  | 8        | -4  |  |  |  |  |  |  |  |  |
|                             | Észtországi Egyesült Baloldali Párt (EÜVP) | 14 607       | 2,39  | +2,3  | 0        | 0   |  |  |  |  |  |  |  |  |
|                             | Jobboldaliak Pártja (P)                    | 14 035       | 2,30  | –     | 0        | –   |  |  |  |  |  |  |  |  |
|                             | Észtországi Zöld Párt (EER)                | 5889         | 0,96  | -0,8  | 0        | 0   |  |  |  |  |  |  |  |  |
|                             | Egyéni jelöltek (függetlenek)              | 5887         | 0,98  | +0,70 | 0        | 0   |  |  |  |  |  |  |  |  |
|                             |                                            |              |       |       |          |     |  |  |  |  |  |  |  |  |
| Érvényes szavazat           | Érvényes szavazat                          | 610 318      | 99,43 |       |          |     |  |  |  |  |  |  |  |  |
| Érvénytelen szavazat        | Érvénytelen szavazat                       | 3494         | 0,57  |       |          |     |  |  |  |  |  |  |  |  |
| Összes leadott szavazat     | Összes leadott szavazat                    | 613 812      | 100   | –     | 101      | –   |  |  |  |  |  |  |  |  |
| Nem szavazott               | Nem szavazott                              | 352 317      | 36,47 |       |          |     |  |  |  |  |  |  |  |  |
| Szavazásra jogosultak száma | Szavazásra jogosultak száma                | 966 129      | 63,53 |       |          |     |  |  |  |  |  |  |  |  |

## Kormányalakítás a választás után
Öt héttel a parlamenti választás után, 2023. április 7-én jelentették be, hogy a Reform Párt, az Észtország 200 és a Szociáldemokrata Párt egyezségre jutott a koalíciós kormányzásról.  Másnap, április 8-án hozta nyilvánosságra Kaja Kallas az új kormánytagok neveit. A kormánypártok a 101 fős parlamentben 60 képviselői hellyel rendelkeznek. A 13 tagú harmadik Kaja Kallas-kormányban a Reformpárt hét posztot kapott. 2023. április 10-én írták alá a koalíciós megállapodást. Április 12-én a Riigikogu jóváhagyta a koalíciós kormányt, majd az új észt kormány április 17-én az eskü letételével hivatalba lépett.